# Arcana (gruppo musicale statunitense)
Gli Arcana sono stati un gruppo jazz fusion statunitense, attivo dal 1995 al 1997.

## Formazione

### Membri effettivi
- Bill Laswell – basso, basso a sei corde, basso a otto corde, altri bassi, sintetizzatore, effetti
- Tony Williams – batteria
- Derek Bailey – chitarra (solo nel primo album)

### Collaboratori
I seguenti musicisti hanno collaborato nel secondo album Arc of the Testimony:
- Nicky Skopelitis – chitarra, chitarra a 12 corde
- Buckethead – chitarra
- Pharoah Sanders – sassofono tenore
- Byard Lancaster – sassofono alto, clarinetto basso
- Graham Haynes – corno

## Discografia
- 1996 – The Last Wave
- 1997 – Arc of the Testimony